# Nephthea elongata
Nephthea elongata is een zachte koraalsoort uit de familie Nephtheidae. De koraalsoort komt uit het geslacht Nephthea. Nephthea elongata werd in 1895 voor het eerst wetenschappelijk beschreven door Kükenthal. 